# 漆原ニッケル
漆原ニッケル（うるしばらニッケル）は、ニッケルを基礎とした水素化触媒である。名称は漆原義之（東京帝大）に因む。
1951年に漆原義之によって、エストロンのエストラジオールへの還元に関する研究を行う際に発見された。

## 調製
まず、ニッケル塩の溶液を過剰な亜鉛と反応させることで、ニッケルを金属形で沈殿させる。この沈殿したニッケルは比較的多量の亜鉛と酸化亜鉛を含む。次に、塩基または酸のいずれかによって処理することによってこの触媒を活性化する。異なる調製法で調製された漆原ニッケルは異なる記号表示を持つ。最も一般的なものはU-Ni-AおよびU-Ni-Bである。U-Ni-Aは沈殿したニッケルを酢酸といった酸で処理することで調製される。U-Ni-Bは水酸化ナトリウムといった塩基を用いて処理される。酸を用いた処理後、大半の亜鉛および酸化亜鉛は触媒から溶解するのに対して、塩基での処理後はかなりの量の亜鉛および酸化亜鉛が含まれる。アルミニウムまたはマグネシウムを用いてニッケルを沈殿させることも可能である。

## 性質
漆原ニッケルは自然発火性ではない。W-7グレードのラネーニッケルを使うことができるほとんどの水素化反応に使用できる。

## バリエーション
コバルトまたは鉄をニッケルの代わりに使用して、異なる性質を持つ水素化触媒を作ることができる。これらの触媒はそれぞれ漆原コバルトおよび漆原鉄と命名されている。水素化触媒として、漆原コバルトはニトリル還元に用いられる。この反応において漆原コバルトは第一級アミンの生産のための優れた触媒として働く。漆原鉄はほとんどの官能基に対する比較的低い活性のため触媒としての使用は制限される。しかしながら、アルキンのアルケンへの部分還元において用途がある。